# Cantó de Reignier-Ésery
El cantó de Reignier-Ésery és un dels cantons del departament francès de l'Alta Savoia, a la regió d'Alvèrnia-Roine-Alps. Està enquadrat al districte de Saint-Julien-en-Genevois, el cap cantonal és Reignier i té 8 municipis.

## Municipis
- Arbusigny
- Fillinges
- Monnetier-Mornex
- La Muraz
- Nangy
- Pers-Jussy
- Reignier
- Scientrier

## Història
| Data d'elecció                           | Identitat        | Partit           | Qualitat |
| ---------------------------------------- | ---------------- | ---------------- | -------- |
| 1945-1949                                | Pierre Dejean    | SFIO             |          |
| 1949-19..                                | M. Maréchal      | MRP              |          |
| 19..-196.                                | M. Paolini       | MRP              |          |
| 196.-1985                                | M. Stéphan       | UDR, després RPR |          |
| 1985-                                    | Maurice Sonnerat | Divers gauche    |          |
| les dades anteriors no són pas conegudes |                  |                  |          |
|                                          |                  |                  |          |